# Marc Anthony Samuel
Marc Anthony (...) è un attore statunitense.

## Filmografia

### Cinema
- Reggie's Prayer, regia di Paul McKellips (1996)
- Say Uncle, regia di Peter Paige (2005)
- Water for Power, regia di David Wong (2010)
- 22 Days, regia di Michael Blackman (2010)
- Model Minority, regia di Lily Mariye (2012)
- Illegal Referral, regia di Cole Gerdes (2012)
- Hot Guys with Guns, regia di Doug Spearman (2013)
- Savaged, regia di Michael S. Ojeda (2013)
- Good Grief, regia di Brandon Ford Green (2013)
- Secrets & Toys, regia di Quentin Lee (2014)
- Trust Me, regia di Pete Pepe (2014)
- Imperfect Sky, regia di Graham Streeter (2015)
- A Crooked Somebody, regia di Trevor White (2017)
- Rumor from Ground Control, regia di Seaton Lin (2018)
- The Merry Gentlemen, regia di Peter Sullivan (2024)

### Televisione
- Three Sisters – serie TV, episodi 1x12 (2001)
- She Spies – serie TV, episodi 1x4 (2002)
- JAG - Avvocati in divisa (JAG) – serie TV, episodi 10x21 (2005)
- In Justice – serie TV, episodi 1x3 (2006)
- Criminal Minds – serie TV, episodi 1x17 (2006)
- Satacracy 88 (2006)
- Moonlight – serie TV, episodi 1x9 (2007)
- Afro Ninja, regia di Mark Hicks – film TV (2009)
- Parenthood – serie TV, episodi 1x3 (2010)
- Shape, regia di Vanessa Parise – film TV (2011)
- Free Agents – serie TV, episodi 1x3 (2011)
- NCIS - Unità anticrimine (NCIS: Naval Criminal Investigative Service) – serie TV, episodi 10x6-10x7 (2012)
- Old Dogs & New Tricks – serie TV, episodi 2x2-2x4 (2013)
- Hacker Gamez (2013)
- My Olde Roommate – serie TV, episodi 1x26 (2014)
- NCIS: Los Angeles – serie TV, episodi 8x6 (2016)
- A Royal Christmas Ball, regia di David DeCoteau – film TV (2017)
- General Hospital – serie TV, 165 episodi (2012-2017)